# Kristin Holby
Kristin Clotilde Holby (Oslo, 9 de noviembre de 1951) es una actriz y modelo nacionalizada estadounidense.

## Carrera
Nacida en Oslo, Holby se crio en Larchmont, Nueva York, iniciando una carrera en el modelaje que la llevó a adelantar campañas publicitarias para empresas como Yves Saint Laurent, Ralph Lauren, Givenchy y Chanel. Como actriz interpretó a Penélope en la película de 1983 Trading Places junto con Eddie Murphy, Dan Aykroyd y Jamie Lee Curtis. En 1986, obtuvo un papel de reparto en la película Manhunter. A comienzos de los años noventa, se retiró del modelaje y emprendió una carrera como empresaria de modas.